# Чернявський Дмитро Олександрович
Дмитро́ Олекса́ндрович Черня́вський (5 березня 1992, селище Артемівське, Артемівський район Донецька область, Україна — 13 березня 2014, Донецьк, Україна) — український громадський діяч, загинув від ножового поранення проросійськими бойовиками під час мітингу за єдність України у Донецьку. Герой України (2015, посмертно).

## Життєпис
Народився в селищі Артемівське Артемівського району Донецької області. Єдиний син у родині, батько — працівник заводу, мати — інвалід 3-ї групи. 2013 року закінчив обліково-фінансовий факультет Донецького національного університету, здобув освітньо-кваліфікаційний рівень «бакалавр» за спеціальністю «Облік і аудит». Вступив до магістратури економічного факультету Львівського національного університету імені Івана Франка на заочну форму навчання.
У жовтні 2010 року увійшов до лав ВО «Свобода». У березні 2011 року призначений керівником прес-служби Донецького міського осередку, а з березня 2013 року, керівником прес-служби Донецького обласного осередку партії, був організатором низки культурницьких акцій: покладання квітів до пам'ятників, ходи з українськими прапорами.
13 березня 2014 року був добровольцем у самообороні, яка охороняла учасників мітингу за єдність України в Донецьку. Після завершення мітингу група озброєних проросійських бойовиків напала на його учасників. Дмитро Чернявський загинув від ножового поранення, захищаючи відхід мирних демонстрантів.

## Вшанування пам'яті
7 травня 2015 р., в Бахмуті на будівлі школи № 18 була відкрита дошка пам'яті героя Небесної сотні, Героя України Дмитра Чернявського.
Кабінет Міністрів України 15 листопада 2017 р. заснував в числі стипендій імені Героїв Небесної Сотні для студентів та курсантів закладів вищої освіти державної форми власності, які здобувають вищу освіту стипендію імені Дмитра Чернявського за спеціальністю «Економіка». 
21 листопада 2018 р., у місті Львів на будівлі Економічного факультету львівського університету відкрита дошка пам'яті лицаря Небесної сотні, Героя України Дмитра Чернявського.
У містах Бахмут і Костянтинівка є вулиці Дмитра Чернявського.

### Нагороди
- Звання Герой України з удостоєнням ордена «Золота Зірка» (20 лютого 2015, посмертно) — за громадянську мужність, патріотизм, героїчне відстоювання конституційних засад демократії, прав і свобод людини, самовіддане служіння Українському народові, виявлені під час Революції гідності[5]
- Медаль «За жертовність і любов до України» (УПЦ КП, червень 2015) (посмертно)[6]